# منهاج الطالبين وعمدة المفتين

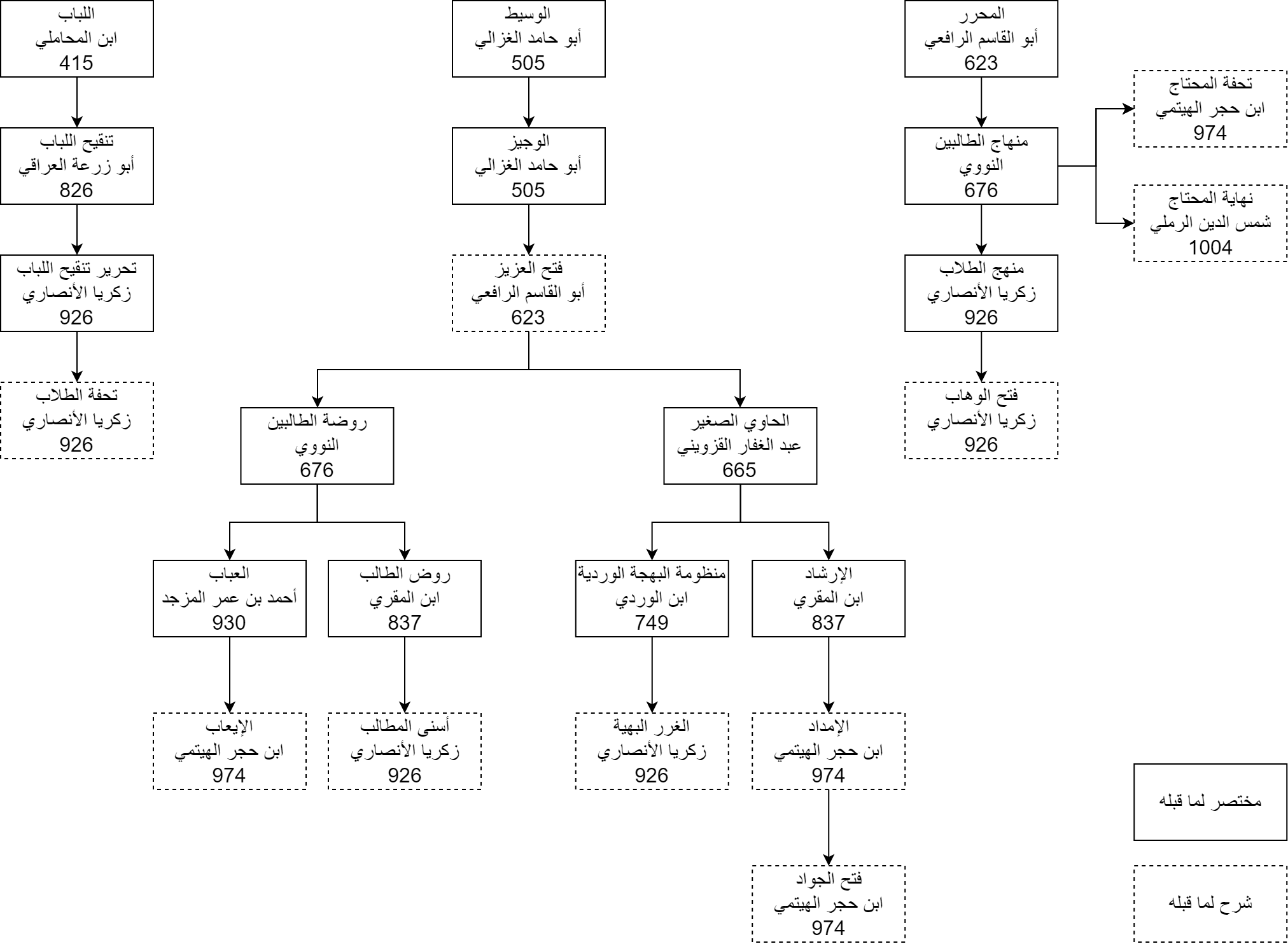
بعض أهم كتب الفقه الشافعي، ويظهر كتاب "منهاج الطالبين" أعلى يمين الشجرة.

منهاج الطالبين وعمدة المفتين هو كتاب من أجل مصنفات الإمام النووي، فهو عمدة المفتين ووجهة المستفتين على المذهب الشافعي؛ وذلك لمتانة عبارته وغزارة مادته وتمام إفادته، فقد اعتمد مصنفه في استقاء مادته على المعتمد كما قال: «وقد أكثر أصحابنا رحمهم الله من التصنيف من المبسوطات والمختصرات، وأتقن مختصر» المحرر«للإمام أبي القاسم الرافعي ذي التحقيقات، وهو كثير الفوائد عمدة في تحقيق المذهب معتمد للمفتي وغيره من أولى الرغبات»، ثم قال: «فرأيت اختصاره في نحو نصف حجمه؛ ليسهل حفظه مع ما أضمه إليه إن شاء الله تعالى من النفائس المستجادات».

## تسلسل الكتاب
1. كتب الإمام الشافعي (مؤسس المذهب الشافعي) وصنف في الفقه: «الأم» و«الإملاء» و«البويطي» و«مختصر المزني».
2. ثم جاء إمام الحرمين الجويني فاختصر كتب الإمام هذه في كتابه «نهاية المطلب».
3. ثم جاء الإمام أبو حامد الغزالي واختصره إلى «البسيط» ثم اختصر الأخير إلى «الوسيط» ومن ثم اختصر «الوسيط» إلى «الوجيز».
4. ثم جاء الإمام الرافعي فاختصر «الوجيز» إلى «المحرر».
5. ومن بعده جاء الإمام النووي فاختصر «المحرر» إلى «المنهاج» فجاء في غاية الحسن والبيان، والتحرير والإتقان.[1]

## مخطوطات الكتاب
من المخطوطات المعتمدة في طبعة دار المنهاج بجدة مخطوطة كتبت سنة 745 هـ بخط محمد بن أبي بكر العزاري، وهي من مقتنيات مكتبة العبيكان في الرياض.

## شروح المنهاج

كتاب كنز الراغبين شرح منهاج الطالبين للإمام جلال الدين المحلي المتوفى سنة 864هـ.

اعتنى بشأن كتاب المنهاج جماعة من الشافعية ما بين شارح ومختصر ومحشٍّ ومنكِّت، فمن شروحه:
- السراج الوهاج في إيضاح المنهاج، للشيخ بهاء الدين أبي العباس أحمد بن أبي بكر بن عرَّام السكندري (ت 720 هـ).
- التوشيح على التنبيه والتصحيح والمنهاج، للإمام تاج الدين السبكي (ت 770 هـ).
- غاية اللهاج في شرح المنهاج، للشيخ ابن الموصلي (ت 774 هـ).
- قوت المحتاج في شرح المنهاج، للإمام شهاب الدين الأذرعي (ت 783 هـ) ويقع في عشر مجلدات، وله شرح آخر هو غنية المحتاج إلى شرح المنهاج، وحجهما متقارب، وفي كل منهما ما ليس في الآخر.
- الديباج في توضيح المنهاج، للإمام بدر الدين الزركشي (ت 794هـ) وله المعتبر في تخريج أحاديث المنهاج.
- النجم الوهاج في شرح المنهاج، للإمام كمال الدين الدميري (ت 808 هـ).
- كنز الراغبين شرح منهاج الطالبين للإمام جلال الدين المحلي (ت 864 هـ).
- تحفة المحتاج في شرح المنهاج، للإمام ابن حجر الهيتمي (ت 973 هـ)
- مغني المحتاج إلى معرفة معاني ألفاظ المنهاج، للإمام الخطيب الشربيني (ت 977 هـ) في أربع مجلدات.
- نهاية المحتاج إلى شرح المنهاج، للإمام شمس الدين الرملي (ت 1004 هـ).
- حواش على شرح جلال الدين المحلي على منهاج الطالبين للإمام شهاب الدين أحمد كويا الشالياتي المليباري (ت 1374 هـ)